# 野口泰雪
野口 泰雪（のぐち やすゆき）は、日本の元プロボクサー。徳島県徳島市出身。元日本ライト級2位。

## 来歴

### プロ入り前
- 中学時代、砲丸投げ四国2位。
- 1979年、徳島県立徳島中央高等学校定時制夜間部入学。
- 1980年、徳島県立徳島中央高等学校定時制夜間部中退。
- 20代の時に、徳島県立徳島中央高等学校通信制課程編入学。
- 22歳の時に、プロボクサーになるため、徳島県立徳島中央高等学校通信制課程を中退。

### プロ
- 1985年10月、徳島の川田ジムに所属。砲丸野口のリングネームでプロデビュー。
- 1992年8月、引退。

### 引退後
- 徳島市の木工場に勤務。
- 2010年7月、徳島市内の実家の元工場を改装し、ボクシングジム「野口道場」を開いた。[1]
- 2012年12月8日、仕事中に脳幹出血で倒れる。重度の左半身麻痺と言語障害が残った。[2]
- 2013年4月、リハビリを兼ねて、徳島県立徳島中央高等学校通信制課程に再入学。
- 2015年3月2日、徳島県立徳島中央高等学校通信制課程を卒業。
- 2015年4月、放送大学通信制に入学予定。勉強を続けながら再就職を目指す予定。[3]